# Bizetiella
Bizetiella is een geslacht van weekdieren uit de klasse van de Gastropoda (slakken).

## Soorten
- Bizetiella carmen (Lowe, 1935)
- Bizetiella micaela Radwin & D'Attilio, 1972
- Bizetiella shaskyi Radwin & D'Attilio, 1972